# Pevnost São Tiago
Pevnost São Tiago (česky „Pevnost sv. Jakuba“) se nachází na východním konci nábřeží historické části portugalského města Funchal, nacházejícího se na Madeiře.

## Historie
Stavba byla zahájena roku 1611 v době vlády španělských Habsburků nad Portugalskem. Původní plány vypracoval vojenský architekt Mateus Fernandes (III), již v průběhu stavby roku 1612 byl jmenován velitel pevnosti. Základní stavba byla dokončena roku 1614. Roku 1617 byla instalována baterie patnácti děl. Kolem roku 1637 byly prováděny dodatečné stavební úpravy.
Roku 1803 se na Madeiře vylodilo 3500 britských vojáků, část z nich byla ubytována také v pevnosti São Tiago. Britové opustili Madeiru roku 1806.
Při povodních roku 1803 byla v pevnosti ubytována část obyvatel připravených o přístřeší. Roku 1901 navštívil Funchal a rovněž pevnost portugalský král Karel I. s manželkou. Při té příležitosti proběhly stavební úpravy pevnosti a byl do ní přesunut dělostřelecký oddíl z později zrušené pevnůstky na ostrově ve funchalském zálivu (Forte do Ilhéu).
Od roku 1974 sídlila v pevnosti São Tiago vojenská policie. V současnosti je pevnost označována za národní památník regionálního významu a od roku 1992 je v ní umístěno Muzeum současného portugalského umění.

## Fotogalerie

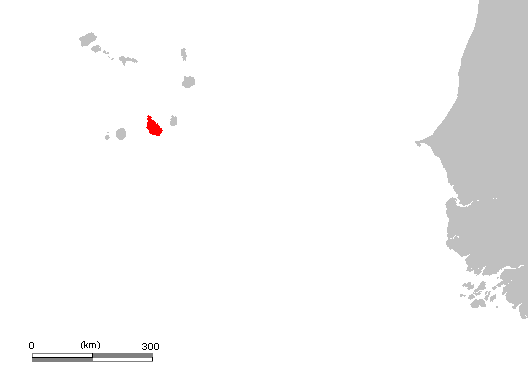
São Tiago
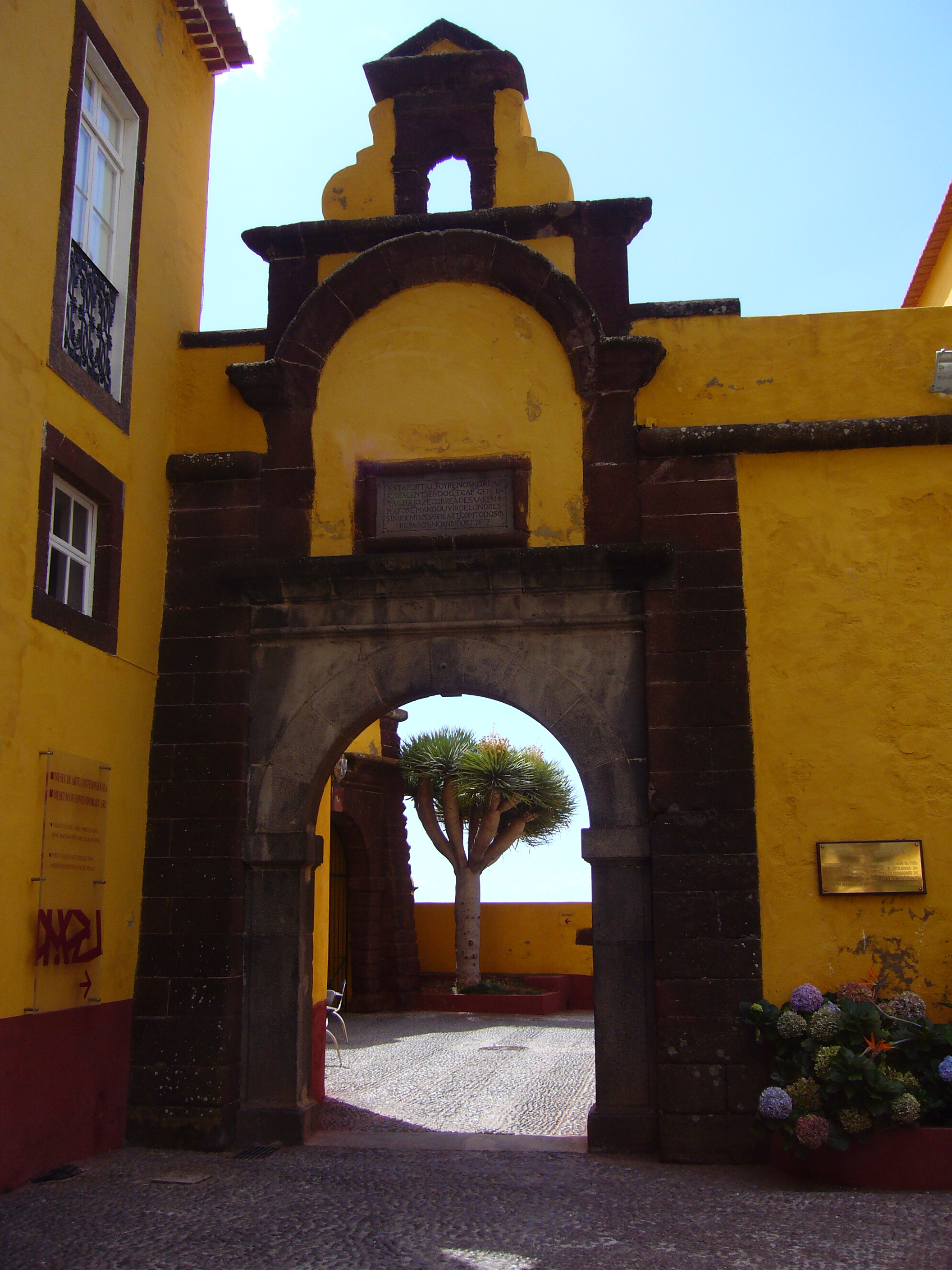
São Tiago - Vstup do pevnosti
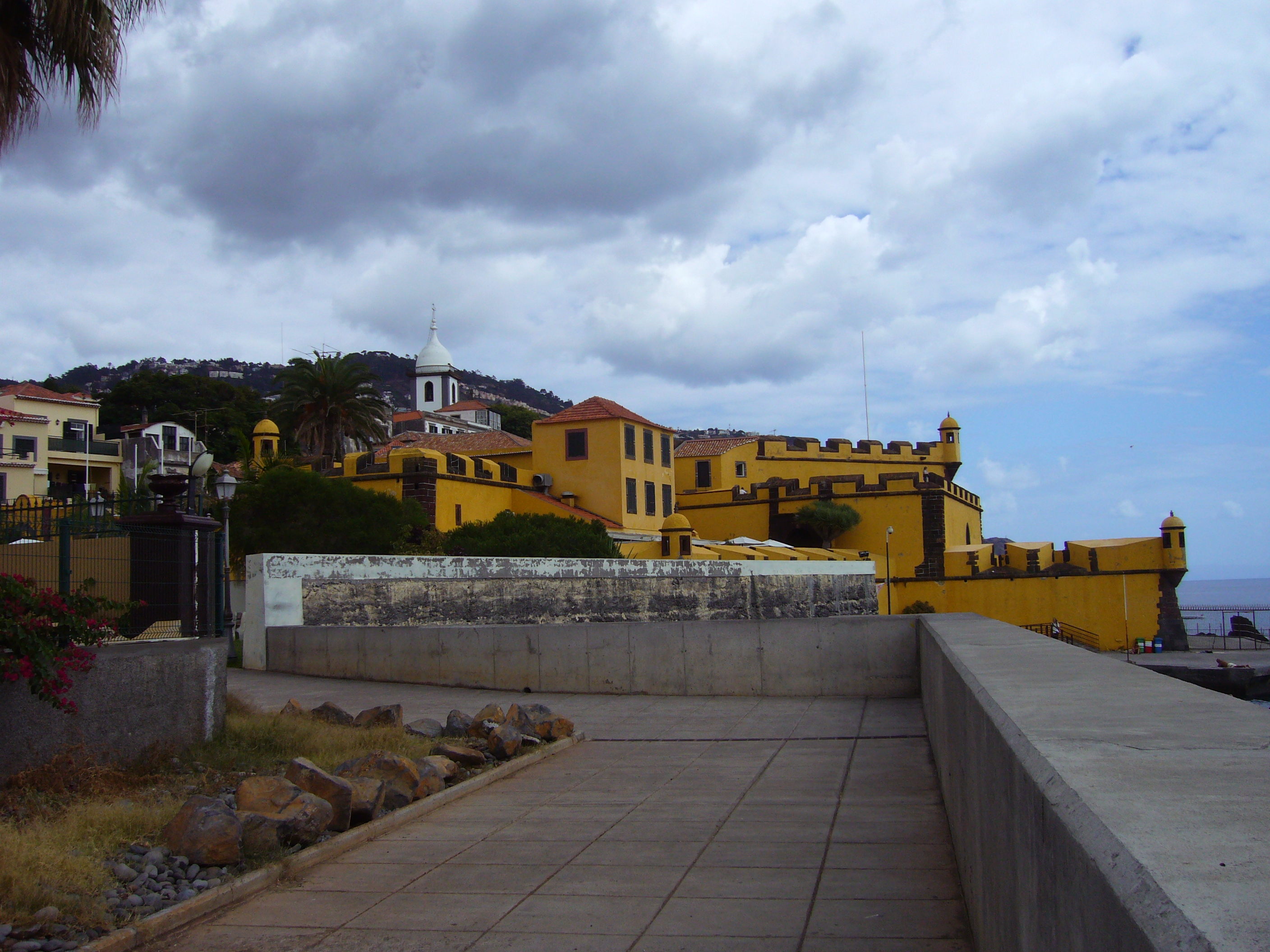
São Tiago - Pohled se západu
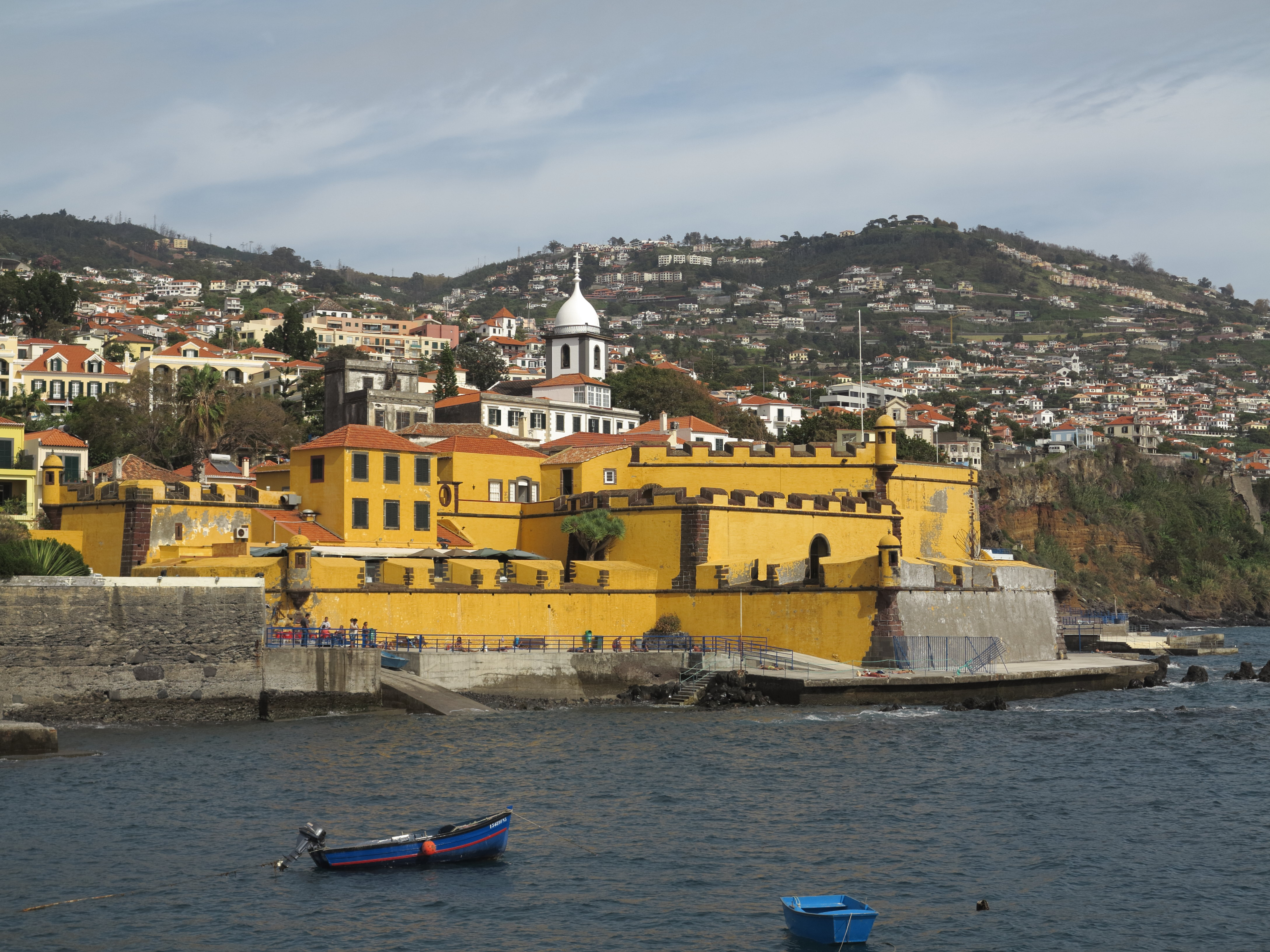
São Tiago